# Ğ
Ğ, ğ és la 9a lletra de l'alfabet turc, basada en l'alfabet llatí. En llengua turca s'anomena Yumuşak g i significa "g suau". És una consonant muda. Normalment serveix per perllongar el so de la lletra vocal que el precedeix. Per exemple, el nom Tuğçe es pronuncia com Tuutxe. En turc, la lletra Ğ o ğ sempre va darrere d'una vocal, mai es troba al començament d'una paraula i en paraules d'una sola síl·laba només es pot trobar al final. Històricament (llavors en l'antic alfabet otomà escrit غ) no era una lletra muda i el seu so era /ɣ/, so de la ge en el mot català agafar.
En el turc la Ğ/ğ és considerada una lletra de ple dret i no una variació; i s'utilitza també a l'àzeri i algunes altres llengües turqueses, on en aquestes últimes encara avui dia representa el so antic turc.